# Aviaaja Geisler
Aviaaja Geisler (* 15. November 1982 in Ilulissat) ist eine grönländische Badmintonspielerin. 

## Karriere
Aviaaja Geisler gewann in Grönland zwei Juniorentitel, bevor sie 2006 erstmals bei den Erwachsenen im Damendoppel erfolgreich war. Weitere Titelgewinne folgten im Doppel 2008, 2009 und 2010. 2009 nahm sie an den Island Games teil.

## Sportliche Erfolge
| Veranstaltung                              | Disziplin   | Platz | Name                             |
| ------------------------------------------ | ----------- | ----- | -------------------------------- |
| Grönländische Juniorenmeisterschaften 1999 | Dameneinzel | 1     | Aviaaja Geisler                  |
| Grönländische Juniorenmeisterschaften 1999 | Mixed       | 1     | Aviaaja Geisler / Bror Madsen    |
| Grönländische Meisterschaft 2006           | Damendoppel | 1     | Aviaaja Geisler / Heidi Skov     |
| Grönländische Meisterschaft 2008           | Damendoppel | 1     | Aviaaja Geisler / Mille Kongstad |
| Grönländische Meisterschaft 2009           | Damendoppel | 1     | Aviaaja Geisler / Mille Kongstad |
| Grönländische Meisterschaft 2010           | Damendoppel | 1     | Aviaaja Geisler / Mille Kongstad |
| Grönländische Meisterschaft 2013           | Damendoppel | 1     | Aviaaja Geisler / Mille Kongstad |
| Grönländische Meisterschaft 2015           | Damendoppel | 1     | Aviaaja Geisler / Hedvig Broberg |